# Велдона (Колорадо)
Велдона (енгл. Weldona) насељено је место без административног статуса у америчкој савезној држави Колорадо.

## Демографија
По попису из 2010. године број становника је 139.
| Група             | 2000.    | 2010.       |
| Белци             | 0 (0,0%) | 105 (75,5%) |
| Афроамериканци    | 0 (0,0%) | 0 (0,0%)    |
| Азијати           | 0 (0,0%) | 0 (0,0%)    |
| Хиспаноамериканци | 0 (0,0%) | 34 (24,5%)  |
| Укупно            | 0        | 139         |